# Confine tra Emirati Arabi Uniti e Oman
Il confine tra gli Emirati Arabi Uniti e Oman è costituito da tre sezioni non contigue per un totale di 609 km.

## Descrizione

### Sezione settentrionale (Musandam)
La sezione settentrionale del confine divide l'exclave omanita di Musandam dagli Emirati Arabi Uniti di Fujairah e Ras Al Khaimah. Questa penisola domina lo strategico Stretto di Hormuz, con il confine Oman-Emirati Arabi Uniti costituito da una serie di linee irregolari, anche se approssimativamente orizzontali, che attraversano il terreno montuoso, dalla costa occidentale del Golfo Persico alla costa orientale del Golfo di Oman.

### Sezione centrale (enclavi)
La sezione centrale della frontiera consiste nell'enclave omanita di Madha, all'interno del quale si trova a sua volta nell'enclave di Nahwa, appartenente all'Emirato di Sharja.

### Sezione meridionale
La sezione meridionale della frontiera è di gran lunga la più lunga e inizia a nord sulla costa del Golfo dell'Oman, appena a sud di Kalba, nell'Emirato di Sharjah. Prosegue da lì nell'entroterra all'incirca verso sud-ovest attraverso una serie di linee irregolari, che si inarcano verso sud in modo da includere Hatta negli EAU; il confine procede quindi all'incirca verso sud-ovest fino al triplice confine dell'Oman, ad eccezione di un pezzo di territorio degli Emirati a sud-est di Al-Ain che si protende nell'Oman.

## Storia
Durante il XIX secolo la Gran Bretagna aveva firmato una serie di trattati che per far rientrare in un protettorato sette emirati su quella che allora era conosciuta come la "Costa dei Pirati", dando origine ai cosiddetti Stati della Tregua. La Gran Bretagna esercitò anche il controllo del protettorato sull'Oman tramite il suo sultano. I confini in questa parte dell'Arabia rimasero indistinti; la Gran Bretagna e l'Impero Ottomano divisero in linea teorica le sfere di influenza in Arabia attraverso le cosiddette linee 'blu e 'viola' nel 1913-14. Tuttavia questi accordi furono nulli dopo il crollo dell'Impero Ottomano dopo la prima guerra mondiale.
Le enclavi di Madha e Nahwa sembrano siano sorte negli anni '30 -'40, a seguito di una disputa sulla proprietà dell'area tra l'Oman e gli emiri locali, risolta con un voto tra gli anziani del villaggio. I confini delle enclavi furono fissati nel 1969.
Negli anni '50 la Gran Bretagna esaminò i confini in modo più preciso tra gli Stati della Tregua e l'Oman. Tuttavia, al momento dell'indipendenza degli Stati della Tregua (come Emirati Arabi Uniti) nel 1971, gran parte del confine rimase indistinta, provocando diverse controversie. La sezione Ras Al Khaimah del confine fu risolta nel 1979 dopo una controversia sorta nel 1977-78 a seguito della scoperta di petrolio nella zona. Le relazioni tra i due stati si inasprirono negli anni '80 -'90, determinando un accordo di confine per la sezione meridionale della frontiera nel 1999, seguito da una delimitazione completa del confine ratificata ad Abu Dhabi il 22 giugno 2002.

## Barriera
Nel 2002, gli Emirati Arabi Uniti annunciarono di installare una recinzione lungo il confine tra gli Emirati Arabi Uniti e l'Oman (ad eccezione delle enclavi Madha-Nahwa) nel tentativo di frenare il flusso di migranti illegali, del traffico di droga e dei terroristi nel paese.
Nel 2003 l'Oman ha introdotto un pedaggio di uscita sull'attraversamento del confine con gli Emirati Arabi Uniti. Nel luglio 2004, l'Oman e gli Emirati Arabi Uniti hanno lanciato congiuntamente una repressione coordinata di tre giorni ad Al Buraimi e dintorni e hanno arrestato circa 1.000 immigrati illegali.

## Insediamenti vicino al confine

### Oman
- Tibat
- Quroon as Said
- Dibba Al-Baya
- Al Wajajah
- Aswad
- A'Tuvayah
- Hadf
- Al-Buraimi
- Mahdah
- Hamasa
- Al Qabil
- Sahl al Arba
- Safah
- Al Khuwayr

### Emirati Arabi Uniti
- Sha'am
- Al Jeer
- Dibba Al-Fujairah
- Dibba Al-Hisn
- Shis
- Qidfa
- Sayh Mudayrah
- Mirbah
- Wahla
- Al Nasla
- Mosfuj
- Al Qor
- Fili
- Al Madam
- Shwaib
- al-'Ayn
- Al Ghafan
- Mezyad
- Al Arad
- Al Qua’a
- Umm az Zamul

## Valichi di frontiera
Ci sono due valichi di frontiera nella sezione Musandam del confine (Tibat e Dibba) e quattro nella sezione meridionale principale (Hatta / Al Wajajah, Hilli, Jebel Hafeet e Khatmat Malaha). Non ci sono controlli alle frontiere nelle enclavi Madha-Nahwa.

## Galleria d'immagini

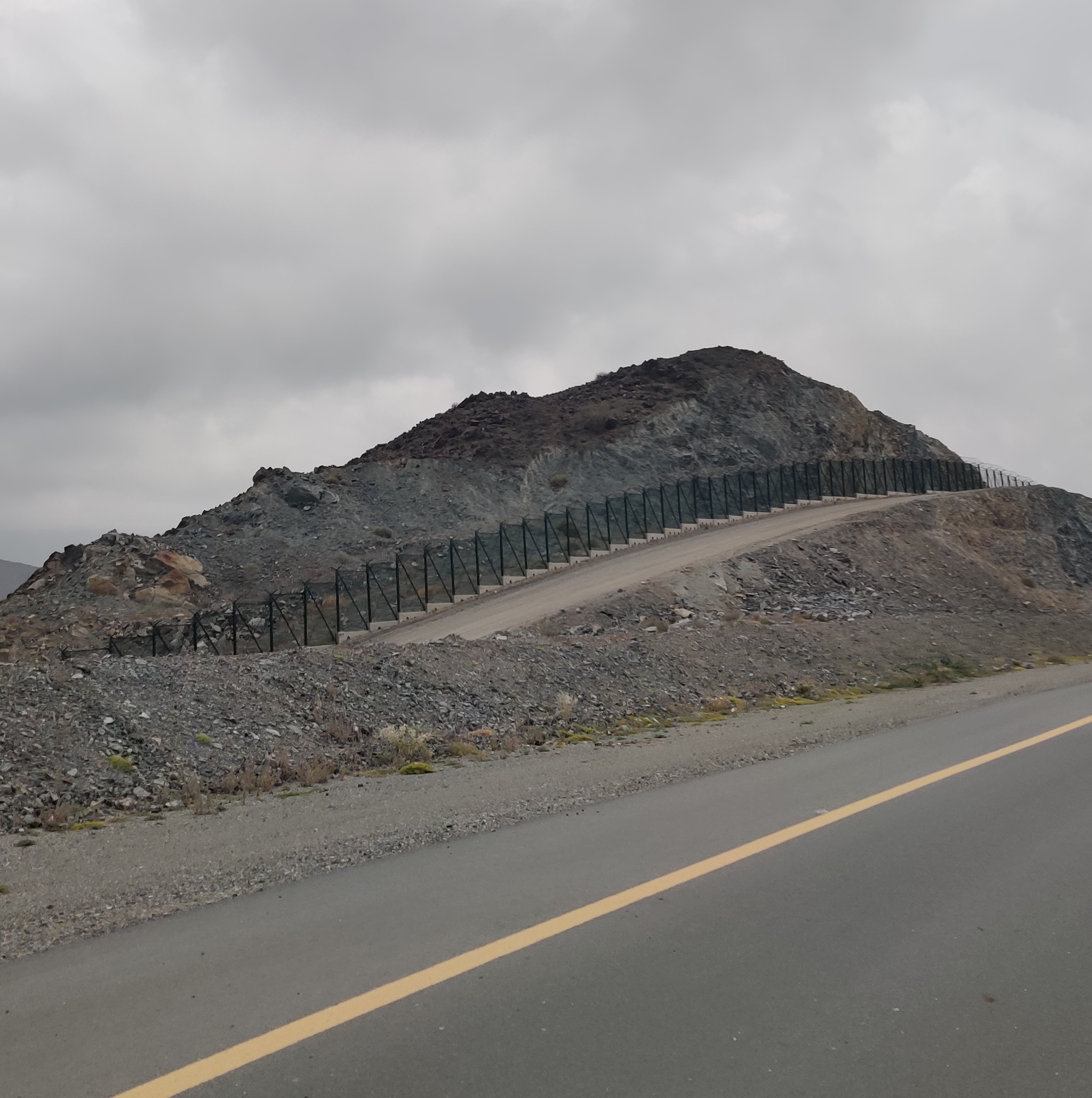
Barriera di confine tra Emirati Arabi Uniti e Oman vista dal lato emiratino.
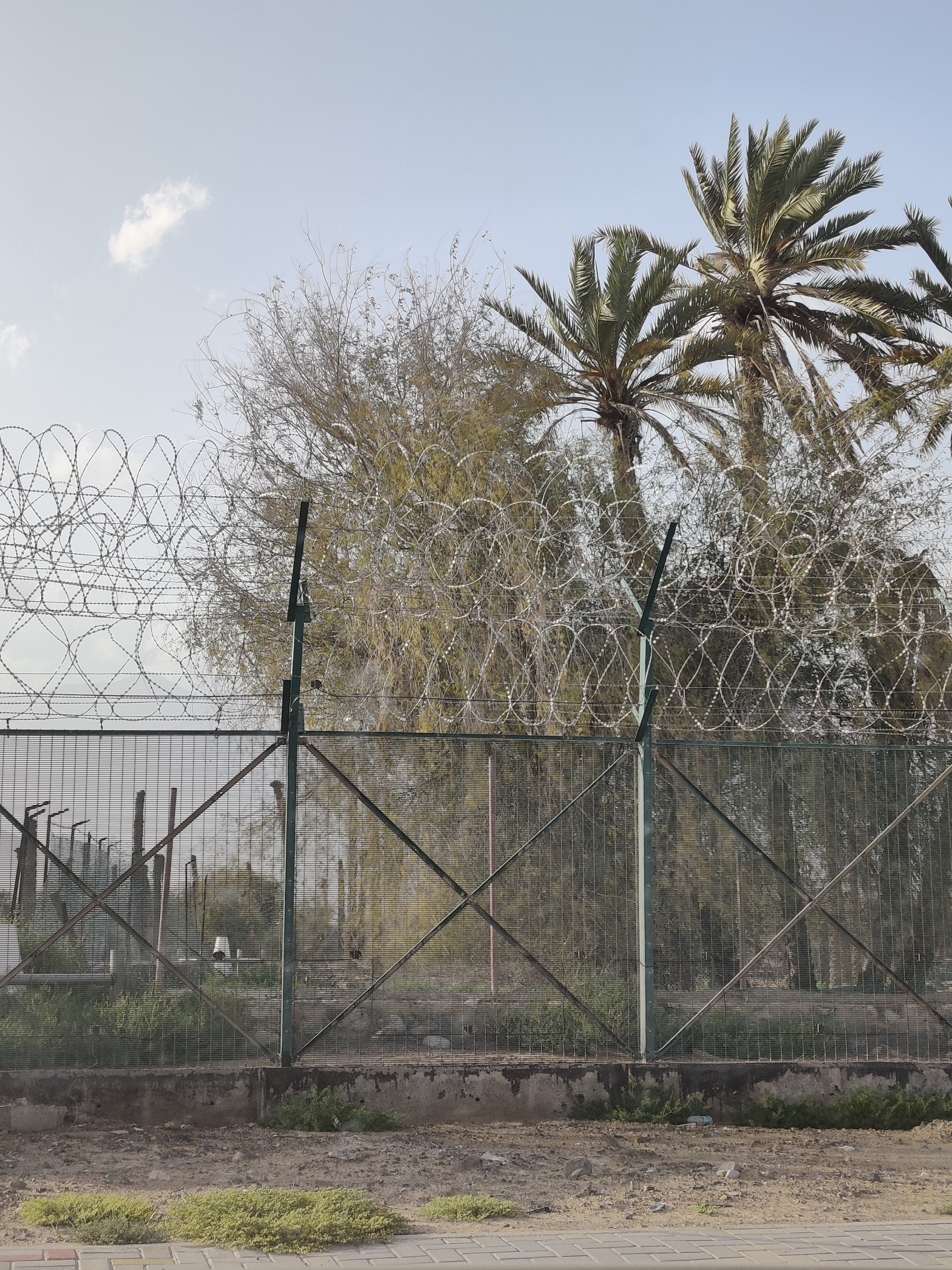
La barriera tra Dibba Al-Hisn e Dibba Al-Baya vista dal lato emiratino.